# 해피투게더 (1999년 드라마)
《해피투게더》는 1999년 6월 16일부터 1999년 8월 5일까지 방송되었던 SBS 수목 드라마로 재혼 가정으로 엮은 다섯 남매가 부모의 죽음으로 헤어졌다가 수년이 지난 다음에 다시 만나면서 가족의 화해와 용서를 그렸다.

## 줄거리
찬주(조민수 분), 지석(송승헌 분), 문주(강성연 분)의 삼남매 어머니와 새 아버지가 데리고 온 아들 태풍(이병헌 분), 그리고 재혼 부부 사이에서 태어난 막내 윤주(전지현 분)까지 세 갈래로 이루어진 다섯 남매가 재혼한 부모가 사고로 목숨을 잃은 후 흩어졌다. 그리고 이 다섯 남매가 성인이 된 후 다시 만나 삶의 상처와 갈등을 겪으면서 진정한 가족간의 화해와 형제애를 다뤘다. 그리고 오랜 연인인 지석과 수하, 수하를 첫눈에 반해 사랑하게 된 태풍, 지석을 짝사랑한 채림(한고은 분)의 사랑 이야기 또한 한 줄기다.

## 등장 인물

### 주요 인물
- 이병헌 : 서태풍 역 - 5남매 중 둘째, 무명의 2군 야구 선수 능력은 있으나 노력과 끈기가 부족해 2군에서 빌빌대다 부상이 겹쳐 2군에서도 물러나는 신세. 첫눈에 반한 수하가 지석의 오랜 애인임을 알고 돌아서서 대성통곡한다. 팬이라고 생각했던 윤주가 동생이란 걸 뒤늦게 알게 된다. 하지만 반가운 마음도 잠시,윤주가 신부전증 환자라는걸 알게 되고 자신을 싫어하는 가족이지만 지석,찬주에게 부탁하게 된다.

- 송승헌 : 서지석 역 - 5남매 중 셋째, 서울지검 검사. 행시를 패스한 아버지의 갑작스런 사망과 뒤이은 엄마의 재혼. 단순하고 무식한 양부에 대한 반발로 공부에만 전념한다. 수하와는 오랜 이성 친구. 지석은 성공을 위해 채림을 선택하지만 수하에 대한 사랑을 깨닫고 수하에게 돌아간다.

- 김하늘 : 진수하 역 - 지석의 연인, 유치원 교사, 착하고 낙천적이며 남을 배려할 줄 안다. 지석과는 결혼을 앞두고 있다. 수하와 지석은 채림의 등장으로 둘의 사이는 위기를 맞게 된다.

- 조민수 : 서찬주 역 - 5남매 중 첫째, 만화방 운영, 노처녀. 18세에 처녀 가장이 되어 모든 걸 포기하고 동생들을 위해 살아왔다.

- 강성연 : 서문주 역 - 5남매 중 넷째, 나이트클럽 무용수,출생 문제로 형제간에 오해를 받는다. 자기 정체성에 대한 회의로 학교 시절은 문제아로 일관했다. 오빠 태풍.동생 윤주를 버렸다고 생각해 찬주와 지석을 원망하며 엇나간다. 필두와 결혼하게 된다.

- 전지현 : 서윤주 역 - 5남매 중 막내, 언더그라운드 가수, 음악전공 예비 대학생. 오빠 태풍 과 고아원에 있다 다른집으로 입양되었다. 성장 후에 독립을 한다. 양부모님은 호주로 이민가고 자신은 한국에 남아 몇년전에 헤어진 가족을 찾아다닌다. 아이스크림 집에서 아르바이트한다. 오빠 태풍을 찾았지만 자신을 못알아봐 슬프지만 태풍이 자신을 알아볼때까지 기다린다. 만성신부전증을 앓고 있다는걸 알게된다.

### 주변 인물
- 조재현 : 조필두 역 - 나이트클럽 영업이사, 건달이지만 순수한 마음을 가지고 문주를 사랑한다. 문주의 빚 때문에 사장이 다른 곳에 보내려고 하자 문주를 나이트 클럽에서 빼내고 결국엔 문주의 마음을 사로잡는다. 홍두식의 계략을 모른 채 지석을 부른다. 하지만 나이트를 그만두는 결정적인 계기가 된다.
- 차태현 : 차신엽 역 - 나이트클럽 영업부장, 윤주가 아르바이트하는 가게를 들락날락거리며 윤주한테 관심을 보인다. 윤주가 신부전증환자인걸 알게 된다.
- 손현주 : 박하 역 - 태풍의 친구 조그마한 술집을 운영하고 있다. 말을 더듬고 약간 지능 지수가 모자라지만 착하다. 태풍의 친구로서 많은 힘이 되어준다.
- 한고은 : 윤채림 역 - 지석의 동기생 검사, 지석의 오랜 친구. 지석을 오래전부터 짝사랑한다. 애인 있는거 알면서도 재력을 무기로 지석을 가지려 한다.
- 박인환 : 진수하의 아버지 역 - 야구 심판
- 박정수 : 진수하의 어머니 역
- 오미연 : 남매들 큰 고모 역 재혼한 남편이 조카들 집을 담보로 보증을 서는데 그 집이 경매로 넘어 갈 위기에 처하자 채림 부모님이 해결을 해주는데 고모는 수하 말고 채림을 조카 며느리로 삼으려한다. 채림네 집안과 비교 하며 수하네 집안을 무시한다.
- 윤정근 : 서태지 역 - 태풍의 아들. 태지 친모가 서태지 팬이라 이름을 태지라 지었다. 태지 친모가 재혼을 해 태지는 아빠 태풍을 찾아간다. 삼촌(지석)을 우상으로 삼는다.

### 그 외
- 권병길 : 부장검사 역
- 김승욱 : 검사실 수사관 역
- 최용민 : 검사실 황계장 역
- 이기열 : 마철주 역 - 폭력조직 보스
- 조성하 : 박종일 역 - 태풍이 소속된 야구단 부장
- 정은표 : 나이트럽 웨이터 한번만 역
- 이효정: 이영호 의사 역
- 김희정: 구급대원역
- 이한위: 형사 역
- 강승연 : 김미경 역
- 이승형
- 김남진
- 임채연
- 이윤정
- 양형욱
- 박경완
- 순동운
- 유형관
- 조성관
- 원종선
- 윤석오
- 임대호 : 서태풍 역
- 옥승일
- 박칠용: 신문보급소 소장
- 박종설
- 김지선
- 김용숙
- 송금식
- 민경진
- 하승리
- 전운: 윤채림 할아버지역
- 심양홍: 윤채림 아버지역
- 김선화
- 윤기원
- 조선묵
- 조선주
- 현규완
- 김영철
- 정일모
- 김광석
- 설경구
- 편일태
- 이은희
- 송지은
- 고미영
- 김미희
- 방경림
- 박윤현
- 양은용
- 조권탁
- 김주혁
- 박미영
- 황정미

### 특별 출연
- 김현정 : 본인 역 - 시구
- 고재근 : 본인 역
- 시골버스

## 수상
- 1999년 SBS 연기대상 남자 인기상 10대 스타상 송승헌[출처 필요]
- 1999년 SBS 연기대상 남자 신인상 차태현
- 1999년 SBS 연기대상 여자 신인상 강성연
- 1999년 SBS 연기대상 여자 신인상 전지현

## 참고 사항
- 《해피투게더》는 충무로 흥행을 일으킨 배우 설경구의 무명 연기자 시절 TV 드라마 단역 프로그램 9편 가운데 마지막 드라마 프로그램이기도 하다.

## 논란
- 일본 드라마 《한지붕 아래》를 표절했다는 의혹이 방영 전부터 제기되었다.[1]

## 같이 보기
- 《피아노》
- 《못난이 주의보》